# عن الهوى والجوى (مسلسل)
عن الهوى والجوى مسلسل تلفزيوني سوري درامي.

## القصة
«عن الهوى والجوى» عبارة عن سداسيات حب، وسيتناول المسلسل قصص حب مثيرة ستُعالج بطريقة مختلفة

## طاقم التمثيل
- غسان مسعود
- منى واصف
- محمد الأحمد
- ضحى الدبس
- وفاء موصللي
- يزن السيد
- محمد حداقي
- جيني إسبر

## وصلات خارجية
- صفحة مسلسل عن الهوى والجوى على موقع السينما.كوم